# Rourea calophylloides
Rourea calophylloides är en tvåhjärtbladig växtart som först beskrevs av Schellenberg, och fick sitt nu gällande namn av C.C.H. Jongkind. Rourea calophylloides ingår i släktet Rourea och familjen Connaraceae. Inga underarter finns listade i Catalogue of Life.